# Far Hills
Far Hills és una població dels Estats Units a l'estat de Nova Jersey. Segons el cens del 2006 tenia 928 habitants.

## Demografia
Segons el cens del 2000, Far Hills tenia 859 habitants, 368 habitatges, i 253 famílies. La densitat de població era de 68,2 habitants/km².
Dels 368 habitatges en un 22,6% hi vivien nens de menys de 18 anys, en un 59,5% hi vivien parelles casades, en un 5,7% dones solteres, i en un 31,3% no eren unitats familiars. En el 25,5% dels habitatges hi vivien persones soles el 6,8% de les quals corresponia a persones de 65 anys o més que vivien soles. El nombre mitjà de persones vivint en cada habitatge era de 2,33 i el nombre mitjà de persones que vivien en cada família era de 2,76.
Per edats la població es repartia de la següent manera: un 18,4% tenia menys de 18 anys, un 3,5% entre 18 i 24, un 28,8% entre 25 i 44, un 32,8% de 45 a 60 i un 16,5% 65 anys o més.
L'edat mediana era de 45 anys. Per cada 100 dones de 18 o més anys hi havia 88,9 homes.
La renda mediana per habitatge era de 112.817 $ i la renda mediana per família de 149.095 $. Els homes tenien una renda mediana de 90.000 $ mentre que les dones 46.607 $. La renda per capita de la població era de 81.535 $. Aproximadament el 0,8% de les famílies i el 2,5% de la població estaven per davall del llindar de pobresa.

## Poblacions més properes
El següent diagrama mostra les poblacions més properes.